# Prioria novoguineensis
Prioria novoguineensis là một loài thực vật có hoa trong họ Đậu. Loài này được (Verdc.) Breteler miêu tả khoa học đầu tiên năm 1999.